# Hardwick (Northamptonshire)
Hardwick est une paroisse civile et un village du Northamptonshire, en Angleterre.